# Indals kyrka
Indals kyrka är en kyrkobyggnad i Sundsvalls kommun. Den är församlingskyrka i Indals församling, Härnösands stift.

## Kyrkobyggnaden
På samma plats där den nuvarande kyrkan står har tidigare funnits en mindre stenkyrka av samma typ som Lidens gamla kyrka, byggd runt år 1480. Kyrkan byggdes av före detta munken, pater Josephus, som var den förste kände prästen i Indal. När pater Josephus skulle återvända till Indal, från kyrkbygget i Fors, drunknade han vid Edset i Indalsälven. Han är idag begravd vid södra ingången till Indals kyrka.
Indals nuvarande kyrka uppfördes under åren 1761-1763 av byggmästaren Daniel Hagman. Kyrkan invigdes den 6 mars 1763 av biskop Olof Kiörning.
I mitten av 1800-talet försågs kyrkan med torn och förlängdes 24 fot åt väster med rum för orgelläktare. Tidigare hade klockringningen ägt rum från den gamla fristående klockstapeln från år 1692. Den nuvarande kyrkan har åtskillig inredning och inventarier, som ursprungligen tillhört den äldre medeltidskyrkan. Vid en restaurering 1937-38 sänktes predikstolen och orgelläktaren. Altaret ombyggdes och altarringen fick då sitt nuvarande utseende. År 1946 lades nytt golv av betong med övergolv av trä. Under det gamla golvet påträffades den första stenkyrkans grundmurar. Under åren 1988-92 utfördes omfattande yttre och inre restaureringar.

## Kyrkklockorna
Av Indals två kyrkklockor är den mindre (höjd 82 cm, diameter 92 cm) tillverkad år 1706 av Gerhard Meyer i Stockholm. År 1821 omgöts den av Esaias Linderberg i Sundsvall. Den större klockan (höjd 105 cm, diameter 115 cm) är gjuten 1863 av N P Linderberg i Sundsvall. 1987 togs en gammal sed upp att sommartid ringa i kyrkklockorna kl 8 på morgonen och kl 18 på kvällen, den så kallade klämtningen. Detta är en medeltida tradition som få församlingar håller vid liv. År 1987 installerades en automatisk klämtnings-anordning.

## Inventarier
- En förgylld predikstol med rika ornament är tillverkad 1729 av Olof Gietting.
- Altaruppsatsen är tillverkad 1748-1752 av bildhuggaren Jonas Granberg och har målningar av Carl Hofverberg från 1753.
- En dopfunt är inköpt 1946.
- 1863 byggdes en orgel av Johan Gustaf Ek. Denna orgeln byggdes om 1954-1955.[3]
- 1996 byggdes den nuvarande orgeln av Menzels Orgelbyggeri AB, Utansjö.

| Man I. Huvudverk | Man II. Öververk (sv) | Pedal         | Koppel |
| ---------------- | --------------------- | ------------- | ------ |
| Borduna 16'      | Basetthorn 8'         | Subbas 16'    | II/I   |
| Principal 8'     | Rörflöjt 8'           | Violoncell 8' | II/P   |
| Dubbelflöjt 8'   | Fugara 8'             | Basun 16'     | I/P    |
| Gamba 8'         | Principal 4'          |               |        |
| Oktava 4'        | Spetsflöjt 4'         |               |        |
| Täckflöjt 4'     | Flöjt 2'              |               |        |
| Quinta 3'        | Vox virginea 8'       |               |        |
| Oktava 2'        | Tremulant             |               |        |
| Scharf III       |                       |               |        |
| Trumpet 8'       |                       |               |        |
| Tremulant        |                       |               |        |